# Thomas T. Müller
Thomas Tassilo Müller (* 24. Oktober 1974 in Leinefelde als Thomas Müller) ist ein deutscher Historiker. Seit 2023 ist er Vorstand der Stiftung Luthergedenkstätten in Sachsen-Anhalt.

## Leben und Wirken
Thomas T. Müller wuchs im thüringischen Eichsfeld in einer Handwerkerfamilie auf und bestand 1993 in Worbis das Abitur. Ohne die Friedliche Revolution in der DDR wäre er nach eigenen Angaben wohl Schäfer geworden. Er studierte in Göttingen, Erfurt und Potsdam Mittlere und Neuere Geschichte, Ur- und Frühgeschichte, Kunstgeschichte und Archivwissenschaft. Seine Magisterprüfung legte er im Jahr 2001 bei Ernst Schubert in Göttingen ab. Von 1999 bis 2005 leitete Müller das Stadtarchiv Heilbad Heiligenstadt. Von 2006 bis 2022 war er Direktor der Mühlhausener Museen. Seit 2023 ist er Vorstand der Stiftung Luthergedenkstätten in Sachsen-Anhalt. 2016 wurde Müller in Hannover bei Michael Rothmann mit einer Arbeit zu Frühreformation und Bauernkrieg im Umfeld der Reichsstadt Mühlhausen promoviert. Seit 2016 ist Müller Vorsitzender der Thomas-Müntzer-Gesellschaft, 2017 wurde er in die Historische Kommission für Thüringen berufen und 2019 bis 2023 war er Präsident des Museumsverbandes Thüringen.
Müller ist Autor bzw. Herausgeber von mehreren Monografien, Sammelbänden und etwa 90 Aufsätzen zur Reformationsgeschichte, zum Bauernkrieg, zur Wallfahrtsgeschichte sowie zur Thüringer und Eichsfelder Landesgeschichte. Zahlreiche Gastvorträge führten ihn in das In- und Ausland, u. a. an die Universitäten von Oxford, Seoul, Wien und St. Gallen.
Müller ist zum zweiten Mal verheiratet und praktizierender Christ.

## Schriften

### Monografien (Auswahl)
- Mörder ohne Opfer. Die Reichsstadt Mühlhausen und der Bauernkrieg in Thüringen. Studien zu Hintergründen, Verlauf und Rezeption der gescheiterten Revolution von 1525 (= Schriftenreihe der Friedrich-Christian-Lesser-Stiftung. Band 40). Petersberg 2021.
- Frühreformation in Westthüringen. Jakob Strauß in Eisenach und Matthäus Hisolidus in Creuzburg (= Beiträge zur Reformationsgeschichte in Thüringen. Band 15). Jena 2019.
- mit Sarah Lösel: Luthers ungeliebte Brüder. Luthers unloved brothers (= Mühlhäuser Museen – Kleine Schriften. Band 3). Mühlhausen 2018.
- Thomas Müntzer im Bauernkrieg. Fakten – Fiktionen – Desiderate (= Veröffentlichung der Thomas-Müntzer-Gesellschaft. Band 23). Mühlhausen 2017.
- Thomas Müntzer in der Mühlhäuser Chronistik. Untersuchung und Neuedition der den Bauernkrieg betreffenden Abschnitte des „Chronicon Muhlhusinum“ (= Veröffentlichungen der Thomas-Müntzer-Gesellschaft. Band 6). Mühlhausen 2004.
- Ein Zeichen aus Stahl und Licht: Das Konrad-Martin-Kreuz auf dem Hülfensberg. Duderstadt 2003.
- Bauernkrieg nach dem Bauernkrieg. Die Verwüstung der Mühlhäuser Dörfer Dörna, Hollenbach und Lengefeld durch Eichsfelder Adel und Klerus. Duderstadt 2001.

### Herausgeberschaften (Auswahl)
- mit Erika Kustatscher: Bauernkrieg im Vergleich: Tirol und Thüringen (= Veröffentlichungen der Hofburg Brixen 7 sowie = Schriftenreihe der Friedrich-Christian-Lesser-Stiftung. Band 49). Innsbruck 2024.
- mit Marion Dammaschke: Thomas Müntzer im Blick. Günter Vogler zum 90. Geburtstag (= Veröffentlichungen der Thomas-Müntzer-Gesellschaft 29). Mühlhausen 2023.

- mit Werner Greiling und Uwe Schirmer: Reformation und Bauernkrieg (= Quellen und Forschungen zu Thüringen im Zeitalter der Reformation. Band 12).  Köln/Weimar/Wien 2019.
- Umstrittene Empörung. Zur Gewaltfrage in der frühen Reformation. Studien zu Thomas Müntzer, Andreas Karlstadt, Hans Hut, Philipp Melanchthon und Martin Luther. Hans-Jürgen Goertz zum 80. Geburtstag (= Veröffentlichungen der Thomas-Müntzer-Gesellschaft. Band 24).  Mühlhausen 2017.
- Der deutsche Orden und Thüringen. Aspekte einer 800-jährigen Geschichte (= Mühlhäuser Museen – Forschungen und Studien. Band 4). Petersberg 2014.
- mit Hartmut Kühne und Enno Bünz: Alltag und Frömmigkeit am Vorabend der Reformation in Mitteldeutschland. Katalog zur Ausstellung „Umsonst ist der Tod“. Hrsg. im Auftr. der Mühlhäuser Museen, des Stadtgeschichtlichen Museums Leipzig und des Kulturhistorischen Museums Magdeburg. Petersberg 2013.
- mit Hans-Jürgen Goertz: Thomas Müntzer in Roman und Erzählung. Günter Vogler zum 80. Geburtstag (= Veröffentlichungen der Thomas-Müntzer-Gesellschaft. Band 19). Mühlhausen 2013.
- mit Rolf Luhn und Jürgen Winter: Sichtungen & Einblicke. Zur künstlerischen Rezeption von Reformation und Bauernkrieg im geteilten Deutschland (= Mühlhäuser Museen – Forschungen und Studien. Band 3). Petersberg 2011.
- mit Hans Jürgen Goertz und Hartmut Kühne und Günter Vogler: Thomas Müntzer – Zeitgenossen – Nachwelt. Siegfried Bräuer zum 80. Geburtstag (= Veröffentlichungen der Thomas-Müntzer-Gesellschaft. Band 14). Mühlhausen 2010.
- mit Christian Loefke und Bernd Schmies: Für Gott und die Welt – Franziskaner in Thüringen. Text- und Katalogband zur Ausstellung in den Mühlhäuser Museen vom 29. März bis 31. Oktober 2008. Paderborn 2008.
- mit Jan Hrdina und Hartmut Kühne: Wallfahrt und Reformation. Pout a reformace. Zur Veränderung religiöser Praxis in Deutschland und Böhmen in den Umbrüchen der Frühen Neuzeit (= Europäische Wallfahrtsstudien. Band 3). Frankfurt am Main 2007.
- Wurbeke – Worweze – Stadtworbis. Beiträge zur Geschichte der Stadt Worbis. Duderstadt 2005.
- mit Ulrich Hussong: Johann Wolf – Historiker des Eichsfeldes. Landesgeschichtsschreibung um 1800 (= Beiträge aus den Archiven im Landkreis Eichsfeld. Band 3). Heiligenstadt 2005.
- mit Maik Pinkert: Kriegsende und Neubeginn im Landkreis Eichsfeld 1945/1946. Eine zeitgenössische Dokumentation (= Beiträge aus den Archiven im Landkreis Eichsfeld. Band 2). Heiligenstadt 2003.
- Die St.-Martins-Kirche zu Heiligenstadt. 17 Beiträge zu ihrer Geschichte (= Heiligenstädter Schriften. Band 2). Heiligenstadt 2003.
- mit Maik Pinkert und Anja Seeboth: Bischof Burchard I. in seiner Zeit. Tagungsband zum biographisch-landeskundlichen Kolloquium vom 13. bis 15. Oktober 2000 in Heilbad Heiligenstädter (= Beiträge aus den Archiven im Landkreis Eichsfeld. Band 1). Heiligenstadt 2001.